# Комсомольський район (Івановська область)
Комсомольський район (рос. Комсомольский район) — муніципальний район у складі Івановської області Російської Федерації.
Адміністративний центр — місто Комсомольськ.

## Історія
Район утворений 20 червня 1932 року.

## Населення
| 1939    | 1959    | 1970    | 1979    | 1989    | 2002    | 2009    |
| ------- | ------- | ------- | ------- | ------- | ------- | ------- |
| 49 867  | ↘44 036 | ↘34 920 | ↘31 145 | ↘28 116 | ↘22 042 | ↘20 526 |
| 2010    | 2011    | 2012    | 2013    | 2014    | 2015    | 2016    |
| ↘20 263 | ↘20 223 | ↗20 366 | ↗20 523 | ↘20 437 | ↘20 390 | ↘20 213 |
| 2017    | 2018    | 2019    | 2020    | 2021    |         |         |
| ↘20 135 | ↘19 928 | ↘19 723 | ↘19 574 | ↘19 437 |         |         |